# Ланмоде
Ланмоде́ (фр. Lanmodez, брет. Lanvaodez) — коммуна во Франции, находится в регионе Бретань. Департамент — Кот-д’Армор. Входит в состав кантона Трегье. Округ коммуны — Ланьон.
Код INSEE коммуны — 22111.

## География
Коммуна расположена приблизительно в 400 км к западу от Парижа, в 135 км северо-западнее Ренна, в 45 км к северо-западу от Сен-Бриё.
Коммуна расположена на берегу пролива Ла-Манш.

## Население
Население коммуны на 2016 год составляло 423 человека.
| 1962 | 1968 | 1975 | 1982 | 1990 | 1999 | 2008 | 2016 |
| ---- | ---- | ---- | ---- | ---- | ---- | ---- | ---- |
| 389  | 418  | 394  | 392  | 392  | 431  | 443  | 423  |

## Администрация
| Период | Период | Фамилия       | Партия        | Примечания |
| ------ | ------ | ------------- | ------------- | ---------- |
| 1977   | 2001   | Ив Капитен    |               |            |
| 2001   |        | Ален Гуроннек | Разные правые | инженер    |

## Экономика
В 2007 году среди 250 человек в трудоспособном возрасте (15—64 лет) 159 были экономически активными, 91 — неактивными (показатель активности — 63,6 %, в 1999 году было 63,5 %). Из 159 активных работали 145 человек (78 мужчин и 67 женщин), безработных было 14 (4 мужчин и 10 женщин). Среди 91 неактивных 18 человек были учениками или студентами, 51 — пенсионерами, 22 были неактивными по другим причинам.

## Достопримечательности
- Галерея-мегалит (гробница коридорного типа; эпоха неолита). Расположена на берегу острова Коалан. Исторический памятник с 1975 года[3]
- Замок Вильнёв (XVII век)
- Церковь Сен-Моде (XVIII век)

## Фотогалерея

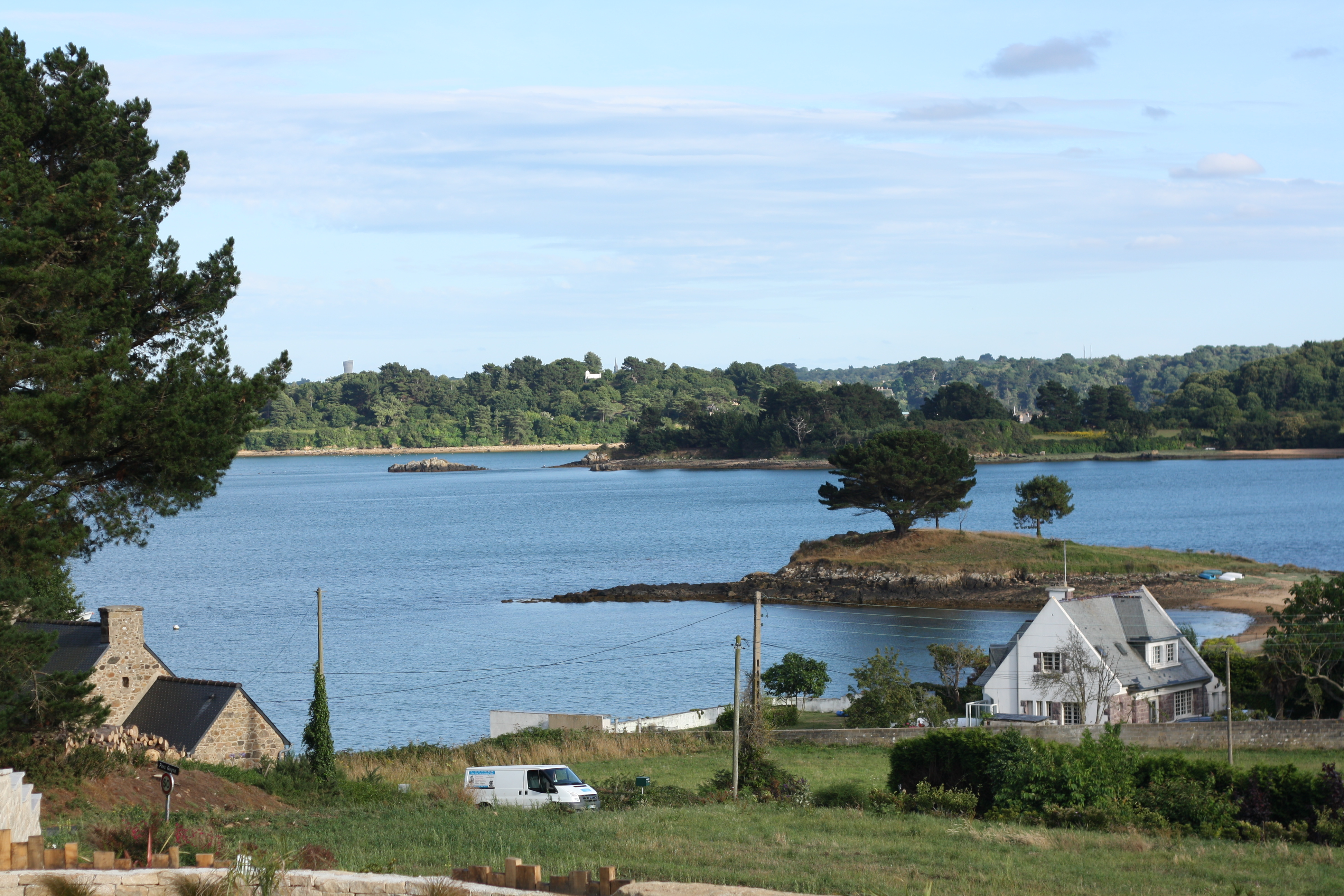
Порт Гион
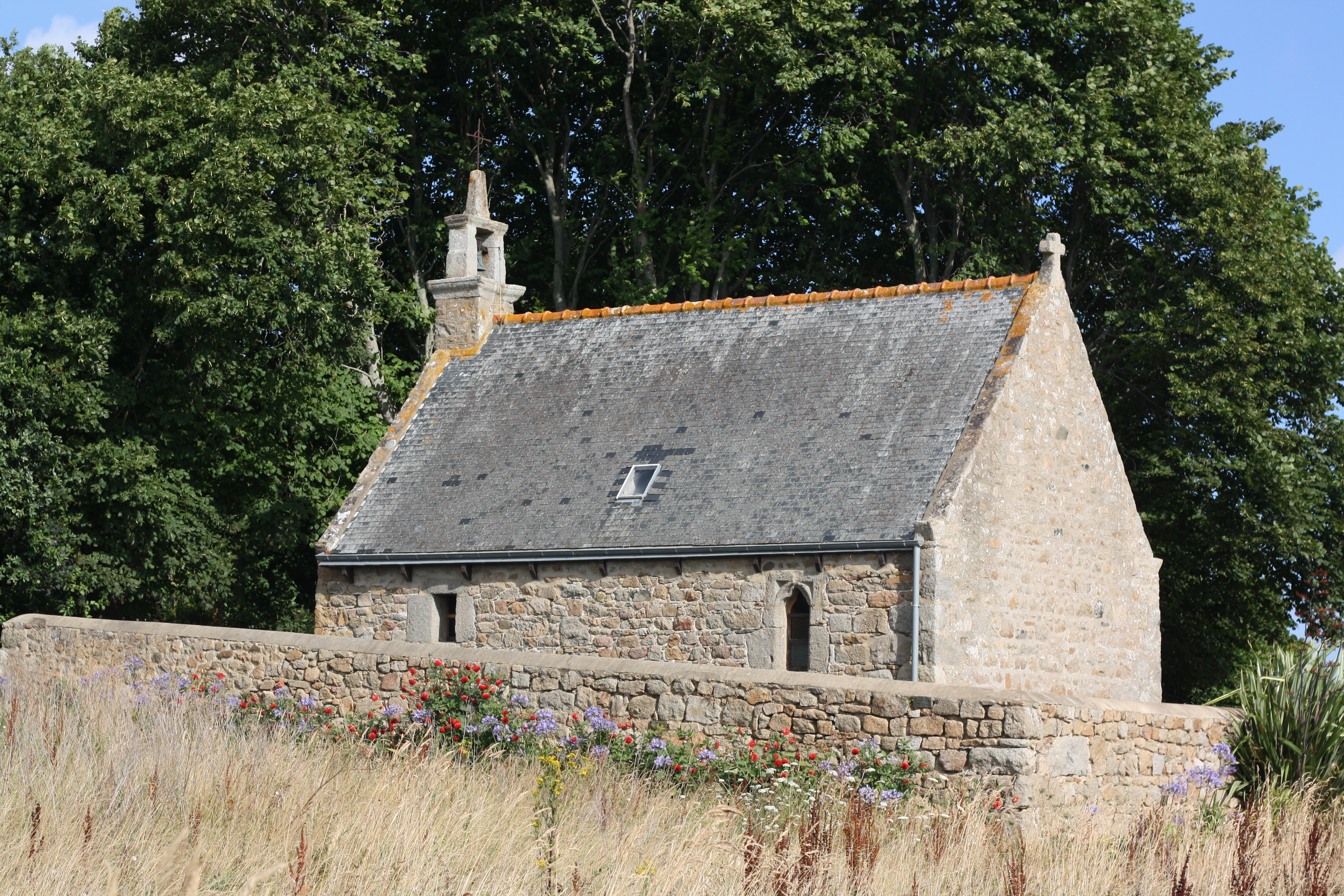
Часовня Нотр-Дам
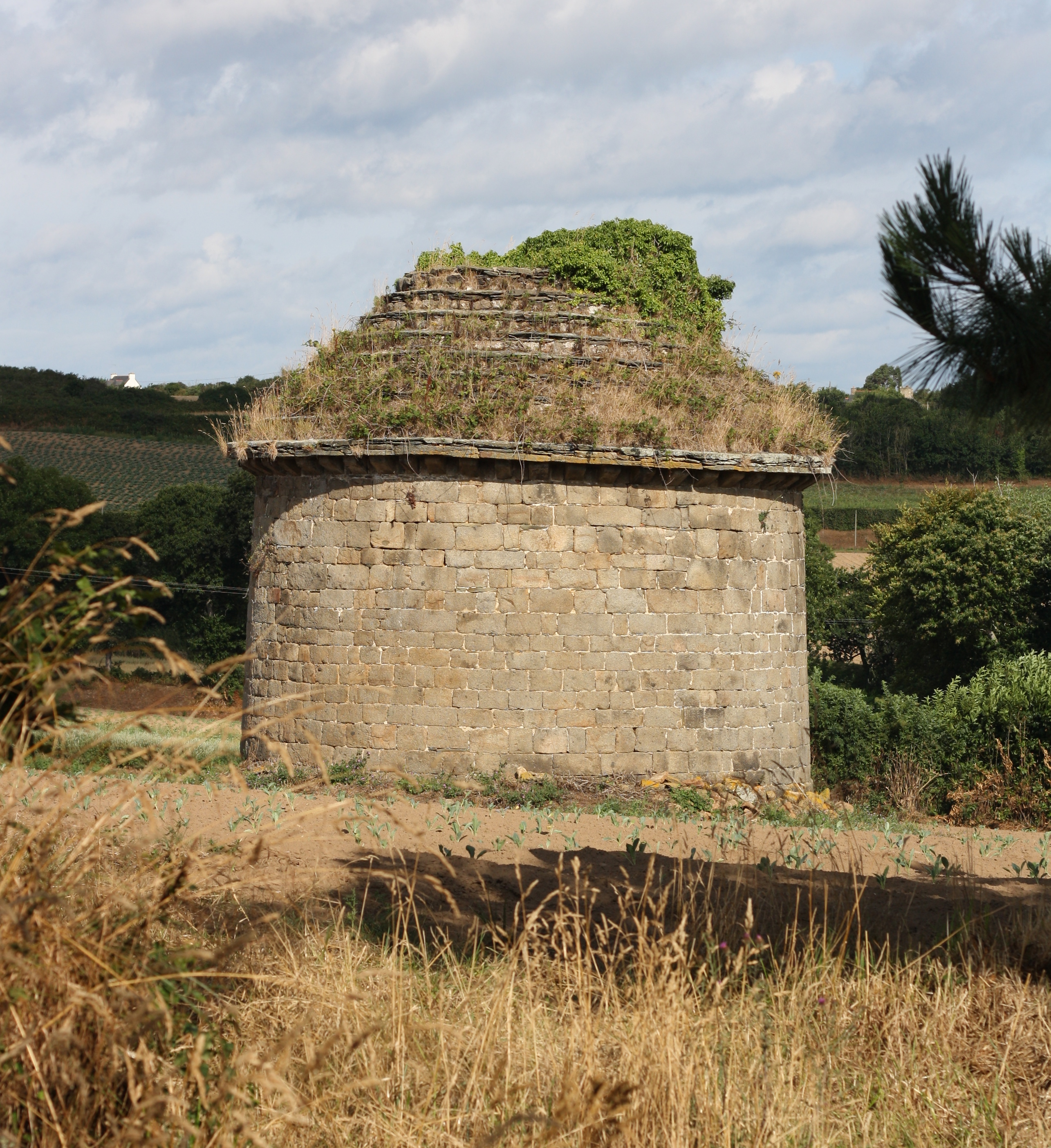
Мельница
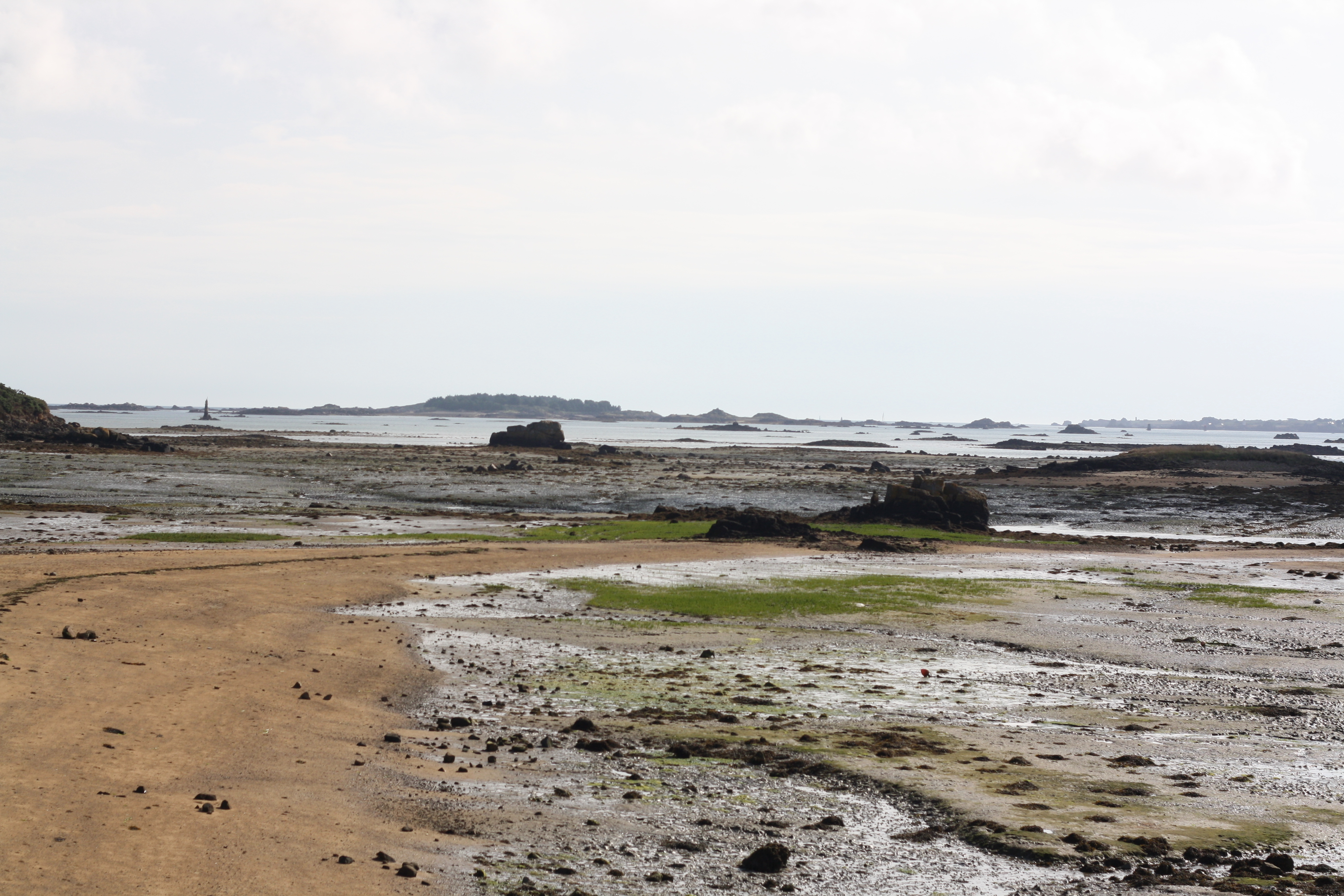
Прибрежная полоса